# Dendropithecidae
Dendropithecidae (dendropitécidos) es una familia extinta de primates catarrinos que vivió durante el Burdigaliense (Mioceno) entre hace 20 y 15 millones de años.

## Clasificación
Clasificación propuesta por Harrison en 2002.
- Dendropithecidae Harrison, 2002

- Dendropithecus Andrews & Simons, 1977

- Dendropithecus macinnesi Le Gros Clark & Leakey, 1950

- Micropithecus Fleagle & Simons, 1978

- Micropithecus clarki Fleagle & Simons, 1978
- Micropithecus leakeyorum Harrison, 1989

- Simiolus Leakey & Leakey, 1987

- Simiolus enjiessi Leakey & Leakey, 1987
- Simiolus andrewsi Harrison, 2010